# Der Liechtenstein
Der Liechtenstein ist ein Fantasy-Musical-Film, der im Jahr 2018 veröffentlicht wurde und sich mit der reichen Tradition und den Legenden Liechtensteins beschäftigt. Regie führten Felix Wollner und Tanja Plüss, produziert wurde der Film von Tanja Plüss. Er enthält bekannte Figuren wie die Wildmandli, das Nachtvolk und den Lindwurm in einer ansprechenden Inszenierung.

## Handlung
Der Film eröffnet mit einer Prophezeiung über den Auserwählten, der die Macht besitzt, die Sagenwelt und die Welt der Menschen zu vereinen und zugleich Hüter des Liechtensteins zu sein. Herr Gässler, im Dienste des Teufels, wird beauftragt, ein Kinderheim zu erwerben, um Platz für Geschäftshäuser zu schaffen. Doch der Heimleiter widersetzt sich beharrlich, da er um das Wohl der Kinder besorgt ist. Gässler hinterlässt ein mysteriöses Buch im Heim, das von den Kindern entdeckt wird und ein Portal in die Sagenwelt öffnet.
Durch das Portal gelangen die Kinder in eine faszinierende Welt voller Gefahren und Abenteuer, die der Sagenwelt Liechtensteins entspricht. Sie stoßen auf die Frohnfastenkinder, die ihnen von der Prophezeiung erzählen, und erkennen langsam die Bedeutung ihrer eigenen Rolle. Auf ihrem Weg treffen sie auf verschiedene Wesen wie den Frooshaas und die Grasmutter, die sie vor den Gefahren dieser Welt warnen.
Währenddessen beobachtet der Teufel die Ankunft der Kinder durch seinen Bergspiegel und schickt seinen Lindwurm aus, um den Auserwählten, Sam, zu entführen. Doch der Lindwurm verwechselt Sam mit einem anderen Kind, Leon. Die Kinder müssen sich nun den Herausforderungen der Sagenwelt stellen, während der Teufel und sein Handlanger, der Gässler, ihnen nachstellen.
Auf ihrem Weg treffen sie auf verschiedene Gefahren, darunter Irrlichter und das Nachtvolk, denen sie mutig entgegentreten müssen. Sie werden jedoch auch von Verbündeten unterstützt, wie den Wildmandli und dem Riesen von Guflina. Durch ihre Abenteuer und Begegnungen gewinnen die Kinder an Einsicht und Stärke, während sie sich ihrem Schicksal als Beschützer des Liechtensteins und seiner Bewohner immer bewusster werden.
Der Konflikt spitzt sich zu, als der Teufel den Gässler erneut aussendet, um die Kinder zu fangen. Es kommt zu einem dramatischen Showdown auf der Mörderburg, bei dem der Teufel und seine Verbündeten die Kinder gefangen nehmen. Doch dank der Tapferkeit und Entschlossenheit der Kinder gelingt es ihnen, den Teufel und seine Schergen zu besiegen und die Welt vom Bösen zu befreien.
Am Ende kehren die Kinder siegreich ins Kinderheim zurück, begleitet von Anna und einem wertvollen Schatz. Sie haben gelernt, dass wahre Stärke in Zusammenhalt und Mut liegt, und dass selbst die dunkelsten Mächte der Sagenwelt besiegt werden können, wenn man zusammenhält. Ihre Abenteuer haben nicht nur ihr eigenes Leben verändert, sondern auch das Schicksal der zwei Welten und seinen Bewohner für immer geprägt.

## Hintergrund

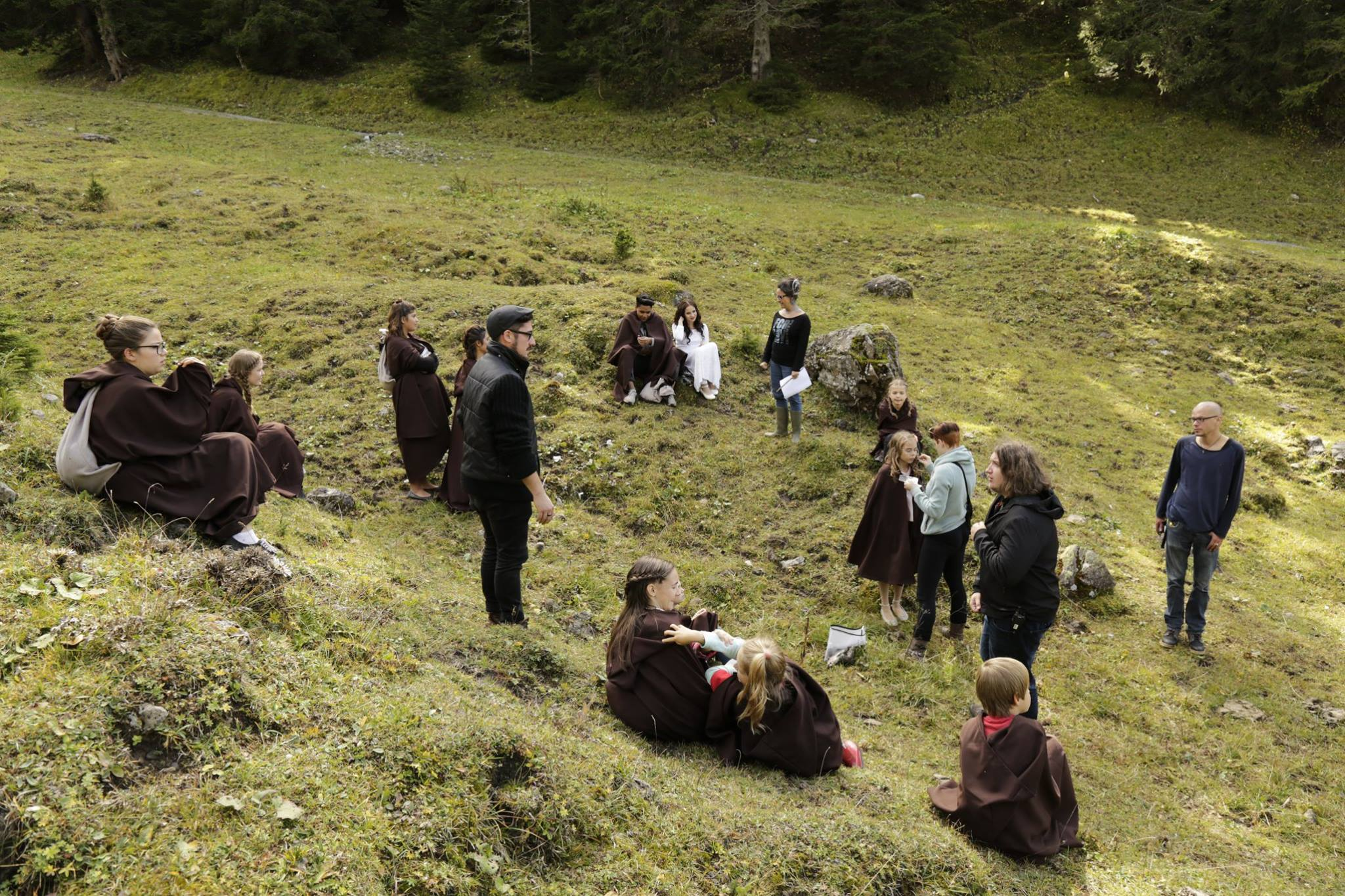
Das Team während einer Drehpause am Sareis für die Szene mit dem Tälibuddel

Die Märchengestalten basieren auf den traditionellen Liechtensteiner Sagen wie z. B. der Riese von Guflina, der Lindwurm, die Wildmandli, das Nachtvolk, der Schimmel vom Malanser und dem Teufel. Der Hauptanteil der Kinderdarsteller besteht aus Mitgliedern des Young Stars Verein, die z. T. auch Doppelrollen übernommen haben. Dazu reihen sich Schauspieler wie Andy Konrad und Leander Marxer ein.
Der Film ist der erste abendfüllende Spielfilm aus dem Land Liechtenstein, der sich intensiv mit Figuren aus den Liechtensteiner Sagen auseinandersetzt. 

## Produktion

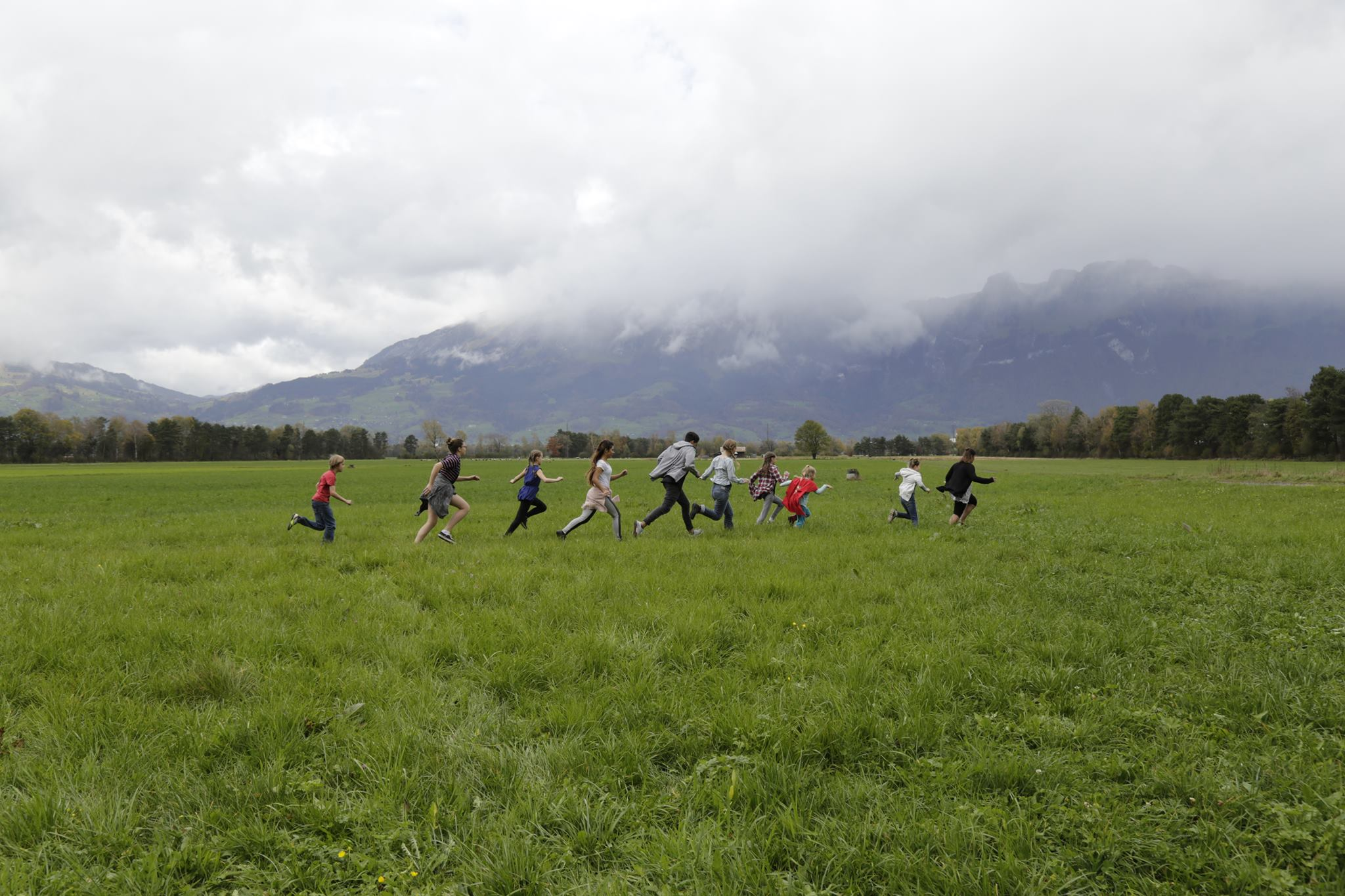
Die Kinder auf der Flucht vor dem Lindwurm in Nendeln

Die Dreharbeiten fanden zwischen Mai und November 2017 statt und umfassten insgesamt 30 Drehtage. Davon wurden fünf Drehtage für die Nachtszenen eingeplant. Die Szenen in der Teufelshöhle wurden an drei weiteren Drehtagen im Juni 2018 abgedreht. Gedreht wurde u. a. auf der Burgruine Grafenberg in Balzers, der Mariahilf-Kapelle und der Ruine Alt-Schellenberg.
Neben der Filmcrew aus Deutschland waren viele der Helfer Freiwillige, darunter die Eltern der Kinder und Mitarbeiter des Vereins. Finanziert wurde der Film durch Spenden und Sponsoren. Viele der Beteiligten verzichteten auf eine Gage.

## Musik
Die Filmmusik stammt aus der Feder von Pirmin Schädler. Zusätzlich gibt es im Film viele Musicaleinlagen, die von den Darstellern größtenteils selbst eingesungen wurden. Die Aufnahmen fanden in den Little Big Beat Studios in Liechtenstein statt.

## Veröffentlichung
Die Uraufführung fand am 7. September 2018 in Eschen statt. Daraufhin wurde der Film noch weitere Male in regionalen Kinos gezeigt und auf DVD veröffentlicht.